# عرفان کولودوم تودی
عرفان کولودوم تودی (زاده ۸ فوریه ۱۹۹۰ میلادی) ورزشکار رشته پیاده‌روی اهل هندوستان است. وی رکورددار رشته پیاده‌روی ۲۰ کیلومتر در هند است. وی در بازی‌های المپیک تابستانی ۲۰۱۲ مقام دهم را کسب کرد.